# پوتسدامر پلاتس

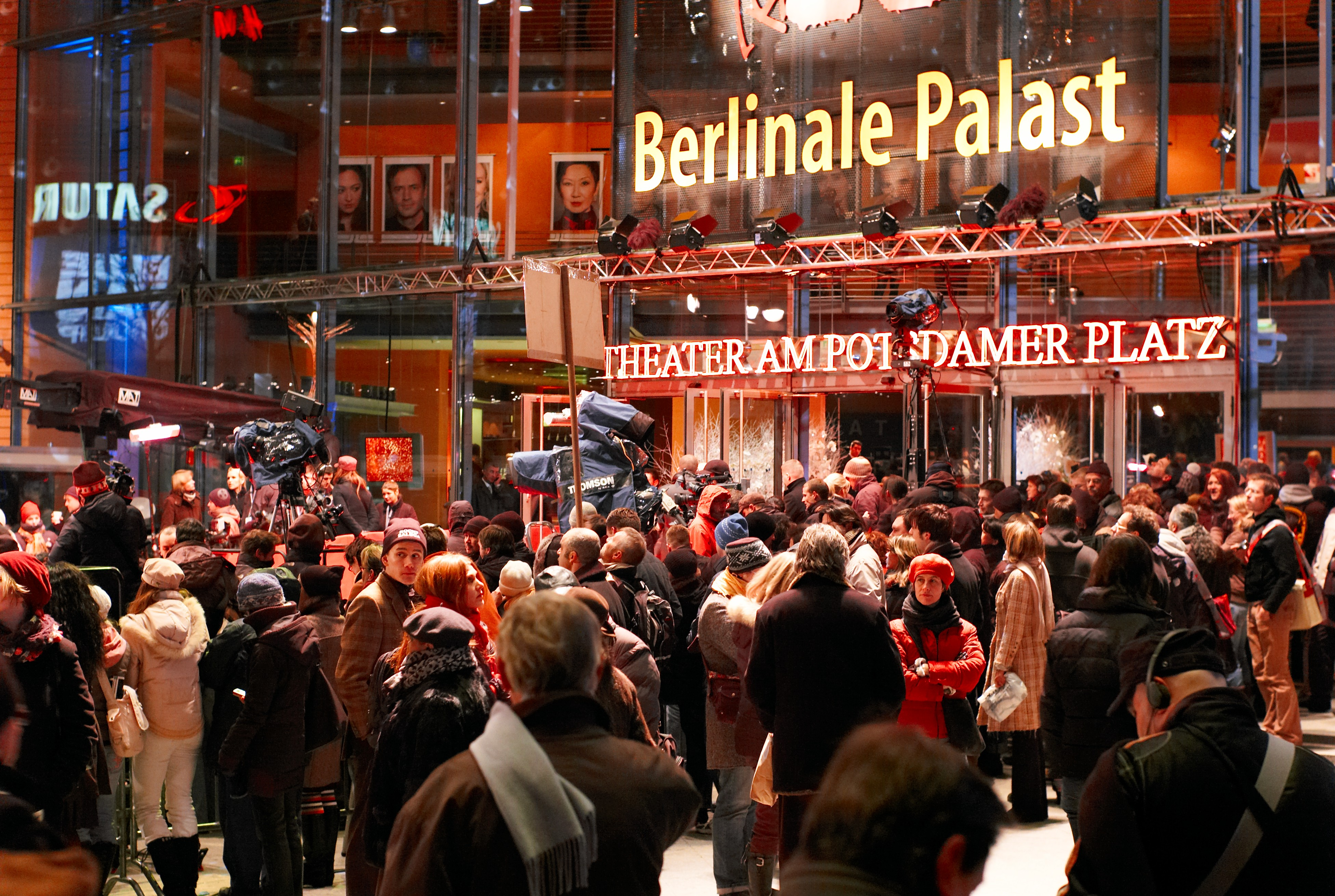
محل برگزاری جشنواره بین‌المللی فیلم برلین یا برلیناله، در «کاخ برلیناله» در میدان پوتسدامر پلاتس واقع شده‌است.

پوتسدامر پلاتس (به آلمانی: Potsdamer Platz) از مهم‌ترین میدان‌های شهر برلین، پایتخت کشور آلمان است.